# Paurodesmus acutangulus
Paurodesmus acutangulus är en mångfotingart som beskrevs av Chamberlin 1920. Paurodesmus acutangulus ingår i släktet Paurodesmus och familjen Dalodesmidae. Inga underarter finns listade i Catalogue of Life.